# Omar Falah
Omar Falah Ruiz (nacido el 9 de septiembre de 2003) es un futbolista español que juega en el  Real Oviedo Vetusta, aunque actualmente también es convocado con el Real Oviedo. Juega de lateral izquierdo, aunque también puede jugar de extremo izquierdo.

## Trayectoria
Nacido en Gijón (Asturias), Falah jugó en las categorías inferiores del CD Roces, SD Llano 2000 y Burgos CF antes de unirse al UP Langreo el 27 de julio de 2022 con un contrato de 2 años. Hizo su debut absoluto el 11 de septiembre, comenzando con una victoria en casa por 3-2 en la Regional Preferente frente al CD Vallobín .
El 17 de enero de 2023, tras jugar con el primer equipo en Segunda Federación, Falah firmó un contrato de dos años y medio con el Real Oviedo y fue asignado al equipo B también en la cuarta división.  Hizo su debut profesional con el primer equipo el 1 de junio de 2025, entrando como suplente de último momento por Santi Cazorla en una victoria en casa por 2-1 en Segunda División sobre el Cádiz CF. 
El día 15 de agosto de 2025, el día en el que el Real Oviedo volvió a jugar un partido en primera 24 años después, Omar debuta en la Primera División de España, entrando en el minuto 77 por Luka Ilić frente al Villarreal Club de Fútbol.